# Swetlana Wladimirowna Kapanina

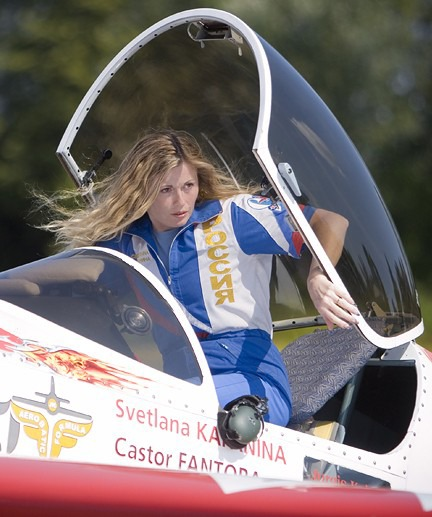
Swetlana Kapanina in der Suchoi Su-26M3 während der Otopeni Airshow 2011

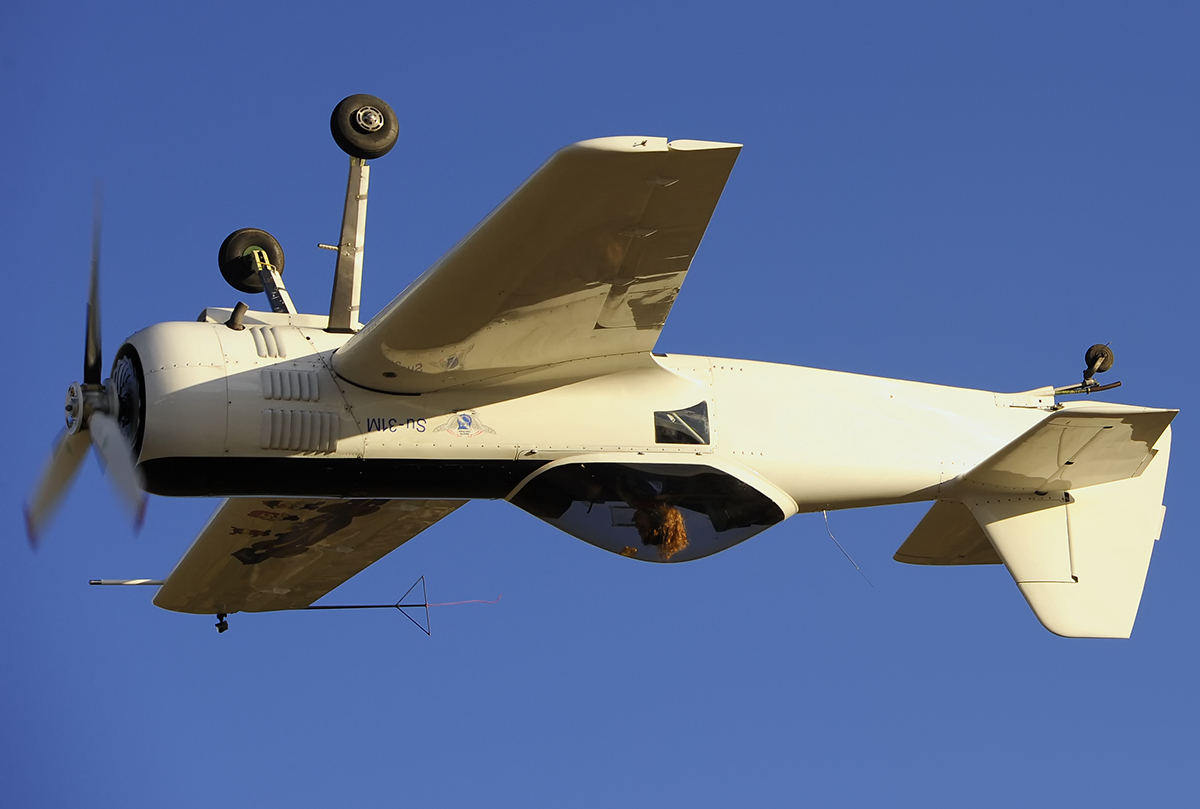
Swetlana Kapanina mit der Su-31M im Rückenflug

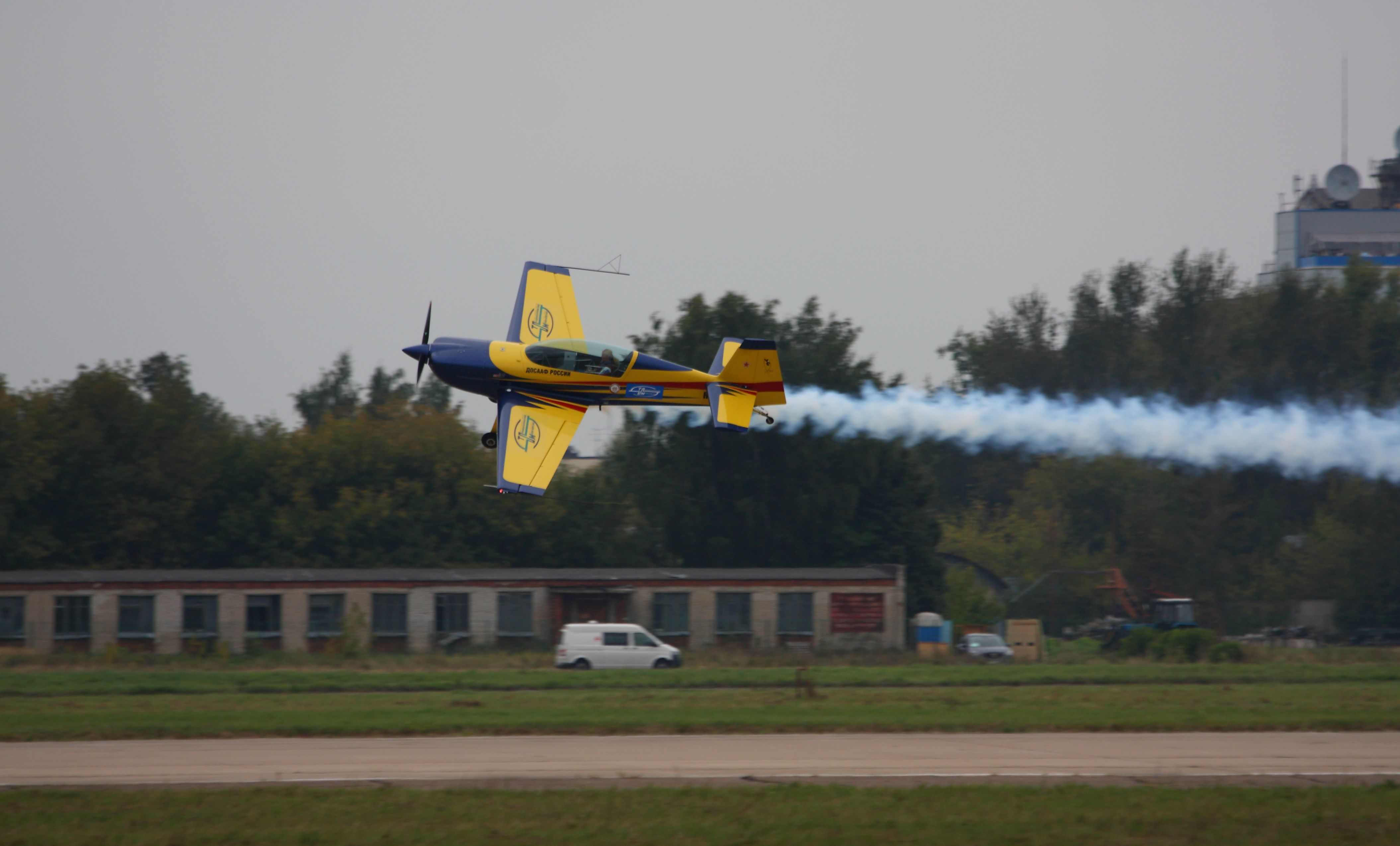
Swetlana Kapanina in einer Extra 300 während der MAKS 2013

Swetlana Wladimirowna Kapanina (russisch Светла́на Влади́мировна Капа́нина, auch Svetlana Kapanina transkribiert; * 28. Dezember 1968 in Schtschutschinsk, Kasachstan) ist eine russische Kunstflugpilotin. 

## Leben
Kapanina begann im Jahr 1988 mit dem Flugsport. Im Jahr 1995 absolvierte sie die Kaluga-Luftfahrtfachschule.
Kapanina war Kunstflugweltmeisterin in den Jahren 1996, 1998, 2001, 2003, 2005, 2007 und 2011 und hat den Weltmeistertitel im Kunstflug öfter als jeder andere Pilot gewonnen. Darüber hinaus gewann sie zusammen mit Michail Mamistow und Oleg Spoljanski in der Teamwertung die Goldmedaille bei den 16. FAI World Air Games (Kunstflugweltmeisterschaft) 2008 in Hradec Králové (Tschechische Republik). Dort belegte Kapanina den vierten Rang in der Gesamtwertung und war der beste weibliche Teilnehmer mit ihrer Kunstflugmaschine vom Typ Suchoi Su-26M3. Insgesamt erflog sie 38 Goldmedaillen bei Weltmeisterschaften, acht Goldmedaillen bei den World Air Games und 13 Goldmedaillen bei den Europameisterschaften.
Frau Kapanina ist verheiratet mit Wladimir Stepanow, Karatemeister und Karatetrainer. Sie haben zwei Kinder und leben in Moskau.

## Auszeichnungen
- 1997 erhielt sie das Paul-Tissandier-Diplom der Fédération Aéronautique Internationale (FAI).
- 2005 wurde sie mit der Sabiha-Gökçen-Medaille und mit der Centenary Medal der FAI ausgezeichnet.